# 덴메이 대분화
덴메이 대분화는 1783년의 아사마산의 대분화를 말한다. 용암류와 화산쇄설류가 발생, 군마현 방향으로 흘렀다. 나가노하라정나 쓰마고이촌 간바라(鎌原)지역 등 아가쓰마강(吾妻川) 유역을 중심으로 1500명의 사망자가 발생했다(浅間焼泥押).
이 용암류는 화구로부터 흘러나온 용암이 직접 흘러내린 것이 아니라, 분출한 용암이 화구 부근에 퇴적되어 굳었다가 다시 흘러내린 화산쇄설성용암(火砕成溶岩)으로 생각되고 있다.
산에서 북쪽으로 12km 떨어진 간바라 지역에서는 모든 가옥이 화산쇄설류에 매몰되어 주민의 80%가 목숨을 잃었다. 또한, 분화로 인하여 상공으로 분출된 화산화는 햇볓을 차단하여 수년간 계속된 냉해를 가져왔다.
에도시대의 덴메이 연간에는 도호쿠 지방에서 약 10만명의 사망자를 낸 덴메이 대기근이 일어났다. 덴메이 대기근으로 피폐화된 농촌에는 식량난과 전염병 등이 생겼다.특히 동북 지방에서 다수의 아사자가 나와 각지에서 민란과 폭동이 일어나 나라 전체가 혼란스러웠다. 같은 덴메이 연간에 아사마산이 덴메이의 대분화를 일으킨 것으로 인해, 아사마 산의 영향으로 기근이 일어났다는 인식이 장기간 있어 왔다.
하지만 오늘날에는, 덴메이 대기근은 덴메이 대분화 이전에 시작되고 있었으며, 또 대기근 이전에 아이슬란드에서 라카기가르 화산(Lakagígar, Laki)의 대분화에 의해 대량의 에어로졸이 방출된 사실로 인해, 기상 조건상으로도 아사마의 분화보다는 라카기가르 분화의 영향이 강했다고 여겨진다. 라카기가르의 에어로졸은 프랑스에서도 흉작의 원인이 되었고, 이후의 프랑스 혁명의 한 원인이 되었다고 한다. 또, 당시의 화산재에 대해서는 런던에서도 기록으로 남을 정도였다.
약 200년이 지나 1979년 매몰된 마을을 발굴하는 조사가 실시되었다. 이 조사에서 화산쇄설류에 매몰된 분화의 희생자로 판단되는 두 사람 분의 유골이 발견되었다. 그 전에도 부근에서 어른과 어린이 한 사람씩의 유골이 발견되었다. 화산쇄설류로 목숨을 잃은 사람의 유골이 발견된 많지 않은 사례이다.